# Водемон, Шарль-Анри де Лоррен
Граф Шарль-Анри де Лоррен (фр. Charles-Henri de Lorraine; 17 апреля 1649, Брюссель — 14 января 1723, Коммерси), принц де Водемон — испанский генерал,  губернатор Миланского герцогства.

## Биография
Сын герцога Карла IV Лотарингского от не признанного законным второго брака с Беатрис де Кюзанс.
Получил от отца княжество Лиахенн, графства Бич и Фалькенштейн, города Саарверден и Бонкеном, баронии Хоэнек и Фенетранж, владения Рейхсхофен, Саргемин и Саральб, часть Сарка и ренту с бургундских солеварен. 7 января 1675 заключил соглашение со своим двоюродным братом Карлом V Лотарингским, признав его герцогский титул в обмен на признание своих владений, большая часть которых была оккупирована Людовиком XIV.
В 1670—1690-х годах служил в испанской армии в Нидерландах. В 1674 году руководил обороной Безансона. 29 марта 1675 был пожалован Карлом II в рыцари ордена Золотого руна. В 1682—1691 годах занимал должность генерал-капитана кавалерии в Нидерландах, затем отправился с своей женой в Италию, чтобы в мягком климате вылечить серьезные бронхиальные заболевания, от которых он страдал с 1682 года. Был членом Военного совета и дворянином Палаты короля Испании.
С 1696 года Водемон пытался добиться от держав признания его претензий на Лотарингию, в чем имел поддержку своего старого товарища по оружию Вильгельма III Оранского. В том же году приобрел в Испании влиятельного покровителя в лице адмирала Кастилии графа де Мельгара, добившегося для Водемона в июне 1697 места в администрации Миланского герцогства. В январе 1698 он был назначен миланским губернатором и генерал-капитаном. На этом посту пытался поддерживать реноме владетельного князя и создать собственный двор, требуя именовать себя «Высочеством», и, по-видимому, желал после пресечения испанских Габсбургов, стать наследственным миланским правителем под сюзеренитетом императора.
Ему удалось привлечь на свою сторону верхушку миланской аристократии, интегрированную в состав интернациональной знати Испанской империи: такие семейства, как Борромео Арезе, Аркинто или Тривульцио. Содержание княжеского двора требовало немалых средств и губернатор добился ежегодного предоставления экстраординарных выплат из местного бюджета, положенных лишь в военное время.
Во время войны за Испанское наследство поддержал Филиппа V. По мере ухудшения позиций Бурбонов пытался удерживать контроль над герцогством при помощи репрессий, но после разгрома французов в Туринском сражении и вступления в Милан Евгения Савойского 26 сентября 1706 Водемон спешно бежал из герцогства, оставив после себя огромный долг более чем на 30 тысяч эскудо. после чего поселился в княжестве Коммерси, владение которым ему в 1708 году передала его сестра Анна, принцесса Лильбонская. Там он перестроил замок Коммерси по проекту архитекторов Никола де Орбе и Жермена Бофрана.

## Семья
Жена (1669): Анна Элизабет де Лоррен-Эльбёф (6.08.1649—5.08.1714), дочь Шарля де Лоррена, герцога д'Эльбёфа, и Анн-Элизабет де Ланнуа
Сын:
- Шарль-Тома де Лоррен (7.03.1670—12.05.1704), принц де Водемон

Потеряв единственного сына, в 1710 назначил Леопольда Лотарингского наследником своих титулов и владений, оставив узуфрукт своей жене или, в случае ее смерти, своей сестре Анне.